# (3750) Илизаров
(3750) Илизаров (лат. Ilizarov) — типичный астероид главного пояса, открыт 14 октября 1982 года советским астрономом Людмилой Карачкиной в Крымской астрофизической обсерватории и 4 октября 1990 года назван в честь хирурга-ортопеда Гавриила Илизарова.

## Обнаружение и именование
(3750) Илизаров
Открыт 14 октября 1982 года в Научном Л. Г. Карачкиной.
Назван в честь замечательного хирурга-ортопеда Гавриила Абрамовича Илизарова, чьи новые методы вылечили более полумиллиона пациентов.
Оригинальный текст (англ.)3750 Ilizarov
Discovered 1982-10-14 by Karachkina, L. G. at Naunchnyj.
Named in honor of Gavriil Abramovich Ilizarov, a remarkable orthopedic surgeon whose new methods have cured more than half a million patients.
Источники: DISCOVERY.DB; M.P.C. 17028.

## Орбита

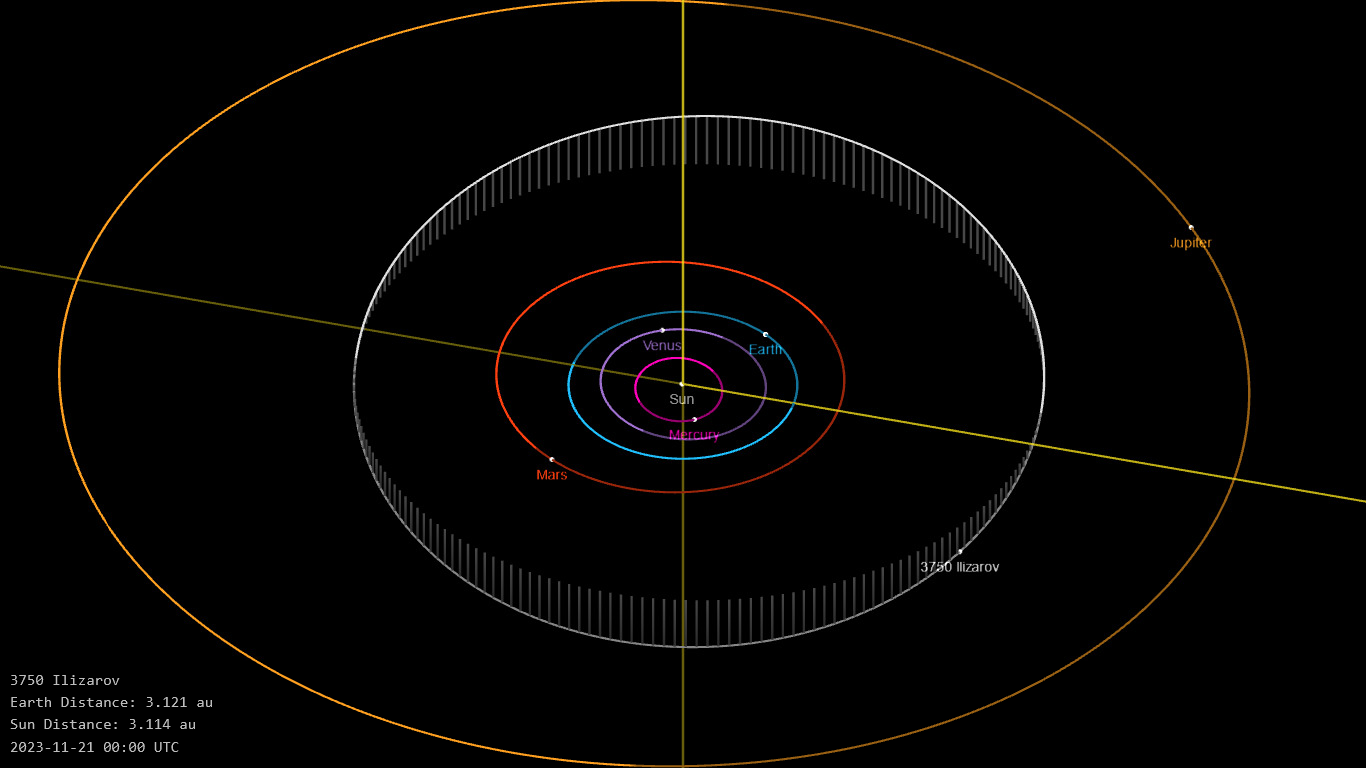
Орбита астероида Илизаров и его положение в Солнечной системе

## Физические характеристики
Астероид относится к таксономическому классу K.
По результатам наблюдений в видимом и ближнем инфракрасном диапазоне космического телескопа NEOWISE и наблюдений в инфракрасном диапазоне спутника Akari диаметр астероида оценивался равным 12.295±0.151 км. Согласно тем же источникам альбедо оценивается как 0.1852±0.0434 и 0.185±0.043.